# Jennie Kim
Jennie Kim, bedre kendt med kunstnernavnet 제니 / Jennie (født 1996) er Sydkoreansk sanger. Hun er medlem af K-pop-gruppen Blackpink.

## Diskografi
- 2018 - Solo[3]

## Filmografi

### Vært
- Village Survival, the Eight (2018)

## referencer
1. ↑  [블랙핑크 VS 투애니원③ 블랙핑크는 누구?]
2. ↑  YG, 제니 솔로곡 블랙핑크 콘서트서 최초 공개 결정[공식입장
3. ↑  Solo

 Der er for få eller ingen kildehenvisninger i denne artikel, hvilket er et problem. Du kan hjælpe ved at angive troværdige kilder til de påstande, som fremføres i artiklen.

| Musikgruppe | Spire Denne artikel om en musikgruppe er en spire som bør udbygges. Du er velkommen til at hjælpe Wikipedia ved at udvide den. |